# Ghyben-Herzberg-Gleichung
Die Ghyben-Herzberg-Gleichung, auch in der Schreibung Ghijben-Herzberg-Gleichung zu finden, ist eine Gleichung in der Hydrogeologie, welche beschreibt, wie sich süßes Grundwasser und salziges Meerwasser auf Inseln oder in Meeresnähe zueinander verhalten. Anwendung findet die Ghyben-Herzberg-Gleichung beispielsweise zur Abschätzung der Dimension von Süßwasserlinsen auf Inseln oder zur Verhinderung von Salzwasserintrusionen beim Brunnenbau in Meeresnähe.
Die Gleichung beruht auf dem archimedischen Prinzip und wurde 1888 von Willem Badon Ghyben (1845–1907) und 1901 von Alexander Herzberg (1841–1912) veröffentlicht.

## Grundlagen
Süßwasser und Salzwasser unterscheiden sich durch ihre Salinität und besitzen daher auch eine unterschiedliche Dichte. So liegt die Dichte von Süßwasser in Abhängigkeit von der Temperatur bei ca.
{\displaystyle \rho _{\text{süß}}={\text{0,99 kg/l ... 1,00 kg/l}}},
während die Dichte von Meerwasser in Abhängigkeit von der Salinität und der Temperatur bei
{\displaystyle \rho _{\text{Salz}}={\text{1,02 kg/l ... 1,03 kg/l}}} liegt.
Ist daher im Untergrund ein Süßwasserkörper gegeben, so schwimmt dieser auf dem unterlagernden Meerwasser-Grundwasser höherer Dichte auf. Die Oberfläche der Süßwasserkörpers erhebt sich wird somit über die Oberfläche des Meerwassers gehoben.
Ein ähnlicher Effekt tritt – wesentlich stärker – bei Eisbergen auf: Diese bestehen typisch aus Süßwassereis mit einer Dichte von etwa 0,92 kg/l, schwimmen daher im umgebenden Meerwasser das eine größere Dichte von etwa 1,03 kg/l aufweist. Die Oberseite eines Eisbergs erhebt sich daher – wegen 11 Prozent Dichteunterschied volumenmäßig etwa ein Neuntel – über die Meerwasseroberfläche rundum. Eisschollen in einem Süßwassersee mit der Dichte von etwa 1,00 kg/l fast ebenso, jedoch nur um 8 % seines Volumens.
Die Ghyben-Herzberg-Gleichung setzt nun die Höhe der Süßwasserkörpers über dem Salzwasserkörper damit in Verbindung, wie tief der Süßwasserkörper im Salzwasserkörper liegt. Übertragen auf den Eisberg entspricht das der Bestimmung der Größe des Eisberges unter Wasser durch das Messen seiner Größe über Wasser. Voraussetzung hierfür ist das Wissen über die Dichte des Eisberges und des Meerwassers.

## Formulierung

Die Grundwassersituation bei der Ghyben-Herzberg-Gleichung. Das entspricht dem in der Gleichung, das dem.

Die Ghyben-Herzberg-Gleichung lautet:
{\displaystyle h_{\text{uMS}}={\frac {\rho _{\text{Süß}}}{\rho _{\text{Salz}}-\rho _{\text{Süß}}}}h_{\text{oMS}}}.
Hierbei ist
- {\displaystyle h_{\text{uMS}}} die Lage des Süßwassers unterhalb des Meeresspiegels (uMS) in Metern, also der vertikale Abstand vom Salzwasserspiegelniveau bis zur Grenzfläche von Süßwasser und Salzwasser
- {\displaystyle h_{\text{oMS}}} die Höhe des Süßwassers oberhalb des Meeresspiegels (oMS) in Metern, also der vertikale Abstand von der Oberseite des Süßwassers zum Salzwasserspiegelniveau
- {\displaystyle \rho _{\text{Süß}}} die Dichte des Süßwassers
- {\displaystyle \rho _{\text{Salz}}} die Dichte des Salzwassers.

Teils wird auch bloß der für normal salines Salzwasser und Süßwasser geltende Zusammenhang
{\displaystyle h_{\text{uMS}}\approx 38\cdot h_{\text{oMS}}}
als Ghyben-Herzberg-Gleichung bezeichnet. Dieser wird weiter unter hergeleitet.

## Rechenbeispiel
Die mittlere Dichte von Süßwasser beträgt ein Kilogramm pro Liter, also ist
{\displaystyle \rho _{\text{Süß}}=1\,{\text{g/cm}}^{3}}.
Die mittlere Dichte von Meerwasser beträgt ca.
{\displaystyle \rho _{\text{Salz}}={\text{1,025 g/cm}}^{3}}.
Einsetzen in die Formel ergibt:
{\displaystyle {\frac {\rho _{\text{Süß}}}{\rho _{\text{Salz}}-\rho _{\text{Süß}}}}={\frac {1}{1{,}025-1}}={\frac {1}{0{,}025}}=40}
Somit gilt unter den gängigen Verhältnissen von Süßwasser und Salzwasser:
{\displaystyle h_{\text{uMS}}\approx 40\cdot h_{\text{oMS}}},
je nach angenommener Salinität kann dieser Wert leicht schwanken. Jeder Meter Süßwasser über Meeresspiegelniveau entspricht also ungefähr 40 Metern Süßwasser unter Meeresspiegelniveau.
Wird z. B. bei einer Bohrung in Meeresnähe der Grundwasserspiegel in drei Meter Höhe über dem Meeresspiegel angetroffen, so befindet sich das Süßwasser bis zu {\displaystyle 40\cdot 3\,{\text{m}}=120\,{\text{m}}} unter dem Meeresspiegel. Die Gesamtmächtigkeit des Süßwassers beträgt  somit {\displaystyle 3\,{\text{m}}+120\,{\text{m}}=123\,{\text{m}}}.

### Bei hoher Salinität
Im toten Meer ist die Salinität wesentlich höher als im offenen Meer, die Dichte beträgt dort bis zu
{\displaystyle \rho _{\text{Salz}}=1{,}240\,{\text{g/cm}}^{3}},
damit ergibt sich
{\displaystyle {\frac {\rho _{\text{Süß}}}{\rho _{\text{Salz}}-\rho _{\text{Süß}}}}={\frac {1}{1{,}240-1}}={\frac {1}{0{,}240}}\approx 4{,}15}
Somit gilt dort
{\displaystyle h_{\text{uMS}}\approx 4{,}15\,h_{\text{oMS}}},
jeder Meter über dem Meeresspiegel entspricht dort also lediglich etwas mehr als vier Meter Süßwasser.
Würde man bei einer Bohrung wieder drei Meter über dem Meerespegel Süßwasser antreffen, so würde das einer Süßwassermächtigkeit von nur {\displaystyle 4{,}15\cdot 3\,{\text{m}}=12{,}45\,{\text{m}}} unter dem Meeresspiegel und somit einer Gesamtsüßwassermächtigkeit von {\displaystyle 3\,{\text{m}}+12{,}45\,{\text{m}}=15{,}45\,{\text{m}}} entsprechen.